# 新潟県道417号米沢今泉線
新潟県道417号米沢今泉線（にいがたけんどう417ごう よねざわいまいずみせん）は、新潟県魚沼市内を通る一般県道である。

## 概要

### 路線データ
- 起点：新潟県魚沼市米沢字堰場
- 終点：新潟県魚沼市今泉字前田（国道252号・国道352号交点）

## 地理

### 通過する自治体
- 新潟県
魚沼市

### 交差する道路
- 魚沼市道（起点：魚沼市米沢字堰場）
- 新潟県道70号小出守門線・新潟県道332号湯之谷越後広瀬停車場線（魚沼市今泉地内で重複）
- 国道252号・国道352号（交差点、「藪神駅」北西）（「国道252号」・「国道352号」重複区間）

### 沿線
- JR只見線 藪神駅
- 魚沼市役所 広神庁舎（旧・広神村役場）
- 魚沼市立広神中学校
- 魚沼市立広神東小学校
- JA北魚沼 薮神支店
- 今泉簡易郵便局
- コメリハードアンドグリーン 広神店
- Aコープ北魚沼 薮神店
- 破間川